# Överboda
Överboda is een plaats in de gemeente Umeå in het landschap Västerbotten en de provincie Västerbottens län in Zweden. De plaats heeft 196 inwoners (2005) en een oppervlakte van 50 hectare. De plaats ligt ongeveer twintig kilometer ten westen van de stad Umeå.